# Moviment 22 de Març
El Moviment 22 de Març va ser un moviment estudiantil francès d'extrema esquerra fundat el 1968 tres dies després de l'ocupació de l'edifici administratiu de la Universitat de París-Nanterre en reivindicació per l'alliberament dels militants opositors a la Guerra del Vietnam empresonats. És considerat com un dels factors desencadenants del Maig francès.
Tot inspirant-se en el moviment Provo, els modes d'acció sovint provocadors (happenings, discursos desenfrenats, interrupcions de classe, rebuig sistemàtic a qualsevol autoritat, fins i tot simbòlica) i, sobretot, les crítiques virulentes a la docència universitària van atreure l'atenció més enllà dels cercles d'estudiants polititzats.
Aquest moviment pluralista, segons Daniel Cohn-Bendit, va reunir llibertaris, situacionistes, trotskistes, futurs mao-spontex, cristians d'esquerra i persones sense afiliació. Va ser prohibit pel govern en el marc del decret del 12 de juny de 1968 sobre la dissolució d'organitzacions i grups, al mateix temps que altres onze moviments d'extrema esquerra.
La notorietat del Moviment 22 de Març és posterior a l'adquirida a principis de maig de 1968 per un dels seus activistes, Daniel Cohn-Bendit, i no té cap vinculació amb el Moviment 25 d'Abril de 1968, creat a Tolosa de Llenguadoc al mateix temps, o amb el Moviment 11 de Maig, que va convocar la primera gran manifestació a Marsella el 13 de maig de 1968.
La historiografia del Maig del 68 posa de manifest que la revolta estudiantil es va produir arreu del territori estatal des del febrer així com durant el maig del 68 a Nantes o a les residències universitàries de moltes capitals, fins a constituir el moviment social més important de la història de França del segle xx. Les universitats de Clarmont d'Alvèrnia, Nantes, Montpeller o Nancy es troben, doncs, en revolta abans del 22 de març, als quals s'hi refereixen en els seus primers manifestos.

## Videografia
- Le mouvement du 22 mars par Daniel Cohn-Bendit, 14 mai 1968, voir en ligne.
- Claude Ventura, Les résidents de Nanterre, Tel quel, ORTF, 26 mars 1968, extraits en ligne.
- Hugues Nancy, La chronique, Institut national de l'audiovisuel, 22 mars - 30 juin 1968, voir en ligne.
- Raymond Vouillamoz, La Folie Nanterre, 20 mars 1969, Radio télévision suisse, voir en ligne.
- Les 4 vérités : Daniel Cohn-Bendit, Antenne 2, 22 mars 1988, voir en ligne.
- Mouvement 22 mars, Antenne 2, 22 mars 1998, voir en ligne.
- Philippe Roziès, Lutter… ici et maintenant, LCP-Assemblée nationale, KUIV productions, 2013, 60 minutes, voir en ligne.
- Chrisitian Mottier, Ni Dieu ni maître, Temps présent, Radio télévision suisse, 3 avril 1970, voir en ligne.